# Posamanie (rejon wisagiński)
Posamanie – dawny folwark. Tereny na których leżał, znajdują się obecnie na Litwie, w okręgu uciańskim, w rejonie wisagińskim.

## Historia
W czasach zaborów folwark leżał w granicach Imperium Rosyjskiego.
W dwudziestoleciu międzywojennym folwark leżał w Polsce, w województwie nowogródzkim (od 1926 w województwie wileńskim), w powiecie brasławskim, w gminie Rymszany.
Według Powszechnego Spisu Ludności z 1921 roku folwark oraz dwa zaścianki zamieszkiwało 46 osób, wszystkie były wyznania rzymskokatolickiego i zadeklarowały polską przynależność narodową. Było tu 9 budynków mieszkalnych. 
W 1931 w folwarku był 1 dom i 8 mieszkańców.
Miejscowość należała do parafii rzymskokatolickiej w Gajdach. Podlegała pod Sąd Grodzki w m. Turmont i Okręgowy w Wilnie; właściwy urząd pocztowy mieścił się w Rymszanach.